# Бери (Алабама)
Бери (енгл. Berry) град је у америчкој савезној држави Алабама. По попису становништва из 2010. у њему је живело 1.148 становника.

## Демографија
Према попису становништва из 2010. у граду је живело 1.148 становника, што је 90 (7,3%) становника мање него 2000. године.
| Група             | 2000.         | 2010.         |
| Белци             | 1.126 (91,0%) | 1.040 (90,6%) |
| Афроамериканци    | 79 (6,4%)     | 85 (7,4%)     |
| Азијати           | 0 (0,0%)      | 0 (0,0%)      |
| Хиспаноамериканци | 21 (1,7%)     | 9 (0,8%)      |
| Укупно            | 1.238         | 1.148         |